# Frúniz
Frúniz (oficialmente en euskera: Fruiz) es un municipio de la provincia de Vizcaya, País Vasco (España).

## Toponimia
Frúniz pertenece a la serie de topónimos vascos que tienen una terminación en -iz. Julio Caro Baroja defendía que la mayor parte de estos topónimos provenían de un nombre propio unido al sufijo latino -icus declinado.
En la zona vasconavarra Caro Baroja consideraba que los sufijos -oz, -ez e -iz aplicados a la toponimia indicaban que en la antigüedad el lugar había sido propiedad de la persona cuyo nombre aparecía unido al sufijo, pudiéndose remontar su origen desde la Edad Media hasta la época del Imperio romano.
En el caso de Frúniz, Julio Caro Baroja propuso que ese nombre podría provenir de un hipotético Furius, un nombre latino documentado. Así si al nombre Furius si se le añade el sufijo latino -icus que indica lo que es perteneciente a este, se podría obtener Furicus. A partir de un muy parecido Furunicus se podría reconstruir el origen de Frúniz. Furunicus podría ser también un hijo de Furius. Lo propio de Furunicus y de sus descendientes sería Furunici (genitivo de singular y nominativo de plural). 
De ese Furunici se habría podido derivar el topónimo Frúniz: Furunici->Furuniz->Frúniz. De una evolución similar a la de ese sufijo latino -icus se habrían dado origen también los patronímicos utilizados en los idiomas latinos de la península ibérica. 
Fruniz quedó fijado como forma escrita del nombre, y en el siglo XIX se extendió Frúniz, tras establecer la Real Academia Española en 1763 la utilización del acento gráfico. Sin embargo en euskera el nombre siguió evolucionando oralmente y dio lugar a Fruiz al perderse la n intervocálica, un fenómeno común del euskera desde antiguo. El actual nombre de la localidad en euskera: Fruiz es fruto de esa evolución Frúniz->Fruiz. En español se conservó la forma más antigua Frúniz, como nombre de la localidad.
En 1994 el ayuntamiento decidió oficializar la forma vasca del nombre y desde entonces es oficial Fruiz. 
El gentilicio es fruiztarra.

## Historia
Hacia mediados del siglo XIX, el lugar, por entonces referido como una anteiglesia ya con ayuntamiento propio, tenía contabilizada una población de 512 habitantes. Aparece descrito en el octavo volumen del Diccionario geográfico-estadístico-histórico de España y sus posesiones de Ultramar de Pascual Madoz con las siguientes palabras:

FRUNIZ: anteigl. con ayunt. en la prov. de Vizcaya (á Bilbao (3 1/2 leg.), part. jud. de Guernica (2), c. g. de las Provincias Vascongadas (á Vitoria 11), aud. terr. de Burgos (31), dióc. de Calahorra [30]: sit. en parte en terreno quebrado, y parte en veja, al pie de un cerro; el clima es frio, combatido por el viento O. y propenso á catarrales: consta de las barriadas de Andecoas, Boteole, Elejalde, Mandaluniz y Olaalde; compuestas de varios cas. que reunen 64 casas, de las cuales hay 12 enclavadas en jurisd. de Mungui; carece de la municipal, pero hace sus veces un pequeño salon que en otro tiempo sirvió para escuela. La igl. parr. [San Salvador], está servida por 2 beneficiados perpétuos que desempeñan el curato por nombramiento del diocesano, y por un sacristan; hay 2 ermitas dedicadas á San Miguel y San Lorenzo, y varias fuentes. El térm. confina N. Meñaca; E. Libano de Arrieta; S. Fica, y O. Gamiz: dentro de su circunferencia se halla una pequeña altura que llaman Quirquinitu. El terreno es de buena calidad: le bañan dos riach. que se juntan cerca de Gamiz y se confunden con el r. Plasencia. Los caminos son senderos. El correo se recibe por el balijero de Munguia. prod.: maiz, centeno, castañas, habichuelas y manzanas; cria ganado vacuno; caza de liebres, zorros y perdices, y pesca de truchas, anguilas, loinas y bermejuelas. ind.: 3 molinos harineros y una ferreria. pobl.: 95 vec. incluyendo 25 de la jurisd. de Munguia, 512 alm. riqueza y contr. (V. Guernica part. jud.) El presupuesto municipal asciende á 1,500 rs. y se cubre con la sisa del vino y algun pequeño reparto vecinal. Tiene el 62.º voto y asiento en las juntas generales de Guerníca.
(Madoz, 1847, p. 198)

En 2022, tenía empadronados 550 habitantes.

## Demografía
Frúniz cuenta con una población de 576 habitantes (INE 2024).
| Gráfica de evolución demográfica de Frúniz entre 1842 y 2021 |
| |
| Población de derecho según los censos de población del INE Población de hecho según los censos de población del INEEn estos censos se denominaba Frúniz: 1842, 1857, 1860, 1877, 1887, 1897, 1900, 1910, 1920, 1930, 1940, 1950, 1960, 1970, 1981 y 1991 |

## Administración y política
| Partido político                                              | 2023  | 2023  | 2023       | 2019  | 2019  | 2019       | 2015  | 2015  | 2015       | 2011  | 2011  | 2011       | 2007  | 2007  | 2007       |
| Partido político                                              | %     | Votos | Concejales | %     | Votos | Concejales | %     | Votos | Concejales | %     | Votos | Concejales | %     | Votos | Concejales |
| Euskal Herria Bildu (EH Bildu)-Bildu                          | 50,15 | 164   | 4          | 33,63 | 112   | 2          | 42,41 | 134   | 3          | 34,51 | 98    | 2          | –     | –     | –          |
| Euzko Alderdi Jeltzalea-Partido Nacionalista Vasco (EAJ-PNV)  | 44,64 | 146   | 3          | 45,64 | 152   | 4          | 54,43 | 172   | 4          | 58,10 | 165   | 5          | 87,91 | 160   | 7          |
| Partido Socialista de Euskadi-Euskadiko Ezkerra (PSE-EE PSOE) | 3,05  | 10    | 0          | 0,90  | 3     | 0          | 1,58  | 5     | 0          | 1,76  | 5     | 0          | –     | –     | –          |
| Partido Popular del País Vasco (PP)                           | 1,22  | 4     | 0          | –     | –     | –          | –     | –     | –          | 1,76  | 5     | 0          | 5,49  | 10    | 0          |
| Fruiz Ahizpatasuna (FA)                                       | –     | –     | –          | 18,31 | 61    | 1          | –     | –     | –          | –     | –     | –          | –     | –     | –          |

## Cultura

### Patrimonio
Hay en el lugar una iglesia del Salvador.

### Fiestas
- Fiestas de San Isidro: 15 de mayo

- Fiestas patronales de agosto. Suelen variar según el calendario y año. Hay dos días inamovibles, el 6 de agosto (San salvador) y el 10 de agosto (San Lorenzo). Estas fiestas suelen tener como gran día un viernes o sábado con conciertos en el que se suele llenar de gente de otros pueblos cercanos ya que las fiestas de Fruiz tienen un ambiente especial.